# Ugborough
Ugborough – wieś w Anglii, w hrabstwie Devon, w dystrykcie South Hams. Leży 44 km na południowy zachód od miasta Exeter i 290 km na południowy zachód od Londynu. W 2001 miejscowość liczyła 1736 mieszkańców.